# Мінхаї
Мінхаї (*бірм. မင်းခရီ; 1392 — 1459) — 2-й володар М'яу-У у 1433—1459 роках. В китайців відомий як Мен Харі, в бенгальців — Алі-хан.

## Життєпис
Походив з династії Лаунггьєт. Син принца Разату з держави Лаунггьєт. Народився 1392 року. 1401рокупомирає батько, на трон сходить старший зведений брат Мінсомон. У листопаді 1406 року його було повалено аваською армією.
Спочатку з братом втік до Гантаваді, а коли Мінсомон перебрався до Бенгальського султанату, то Мінхаї залишився в Пеґу. 1407 року війська Разадаріта захопили Лаунггьєт, де поставили правителем Мінхаї. Фактично влада належала гантавадському полководцю Маунг Хвіну. У 1408 роціз вторгнення аваського війська Мінхаї втік на північ. Протягом наступних 20 років він вів спокійне життя в селі в Північному Аракані і не намагався повернути собі трон. Одружився з дочкою місцевого багатія.
1429 року допоміг братові Мінсомону звільнитися, коли того було ув'язнено за наказом бенгальського командуючого Валі-хана. У квітні того ж року Мінсомон відвоював родинні землі, де заснував нову державу М'яу-У. Мінхаї було призначено спадкоємцем трону.
1433 року спадкував владу. Прийняв також титул Алі-хан, оскільки держава була васалом Бенгальського султаната. Невдовзі через послаблення останнього залежність стала номінальною. Мінхаї скористався цим для захоплення міста Раму в султанаті
У 1437 році захопив невеличку державу трон Сандовай, об'єднавши араканське узбережжя Аракана. В результаті було отримано доступ до важливого порту й корисних копалень в горах. Для зміцнення свого становища одружився з Со Іньмі, представницею правлячої династії Сандовай.
Слабкість сусідів — Ави й Гантаваді — сприяло зміцненню зовнішньополітичного становища М'яу-У. 1450 року вдалося захопити та пограбувати важливий порт Читтатонг. 24 березня 1455 року аваський володар нарапаті I визнав Мінхаї окремим правителем з монархічним титулом.
1458 року призначив сина Ба Сопхью спадкоємцем трону, що викликало незгоду іншого сина — Мінсве, який втік до шанів, де отримав військову допомогу. В битві біля своєї столиці Мінхаї завдав супротивнику рішучої поразки. Помер він наступного року. Трон перейшов до Ба Сопхью.